# Ligne de Saintes à Royan
La ligne de Saintes à Royan est une ligne ferroviaire française à écartement standard reliant les villes de Saintes et Royan, en Charente-Maritime, via Saujon. Longue de 37 kilomètres, elle a été ouverte au trafic en 1875 pour la partie entre Saujon et Royan et en 1912 pour la seconde partie entre Saujon et Saintes.

## Histoire
Le 9 mai 1867 est créée la Compagnie du chemin de fer de la Seudre qui dépose une concession pour la création d'une ligne entre Royan, Saujon et Pons, pour relier ainsi la station balnéaire à la ligne Nantes - La Rochelle - Bordeaux et donc indirectement à Paris.  Un embranchement entre Saujon et La Tremblade est aussi envisagé pour le transport des huîtres de Marennes-Oléron.
La ligne « de Pons à la Tremblade, avec embranchement de Saujon sur Royan » est concédée par deux conventions signées les 12 février et 16 octobre 1872 entre le préfet de Charente-inférieure et Messieurs Richard et Desgranges. Ces conventions sont approuvées et la ligne est déclarée d'utilité publique, à titre d'intérêt local, par un décret le 15 janvier 1873.
Après trois ans de travaux, la ligne entre Royan et Pons est inaugurée le 28 août 1875 et celle entre Saujon et La Tremblade le 25 juin 1876.
Par une convention signée le 3 avril 1880 entre le ministre des Travaux publics et la Compagnie du chemin de fer de la Seudre, l'État rachète la ligne de Pons à la Tremblade et son embranchement sur Royan. Cette convention est approuvée par une loi le 27 juillet 1880 qui reclasse l'ensemble dans le réseau d'intérêt général. Par un décret du 30 novembre suivant, la ligne est intégrée dans le réseau des chemins de fer de l'État à compter du 1er janvier 1881.
Les trains les plus rapides mettent alors Royan à sept heures de Paris, ce qui permet à la station balnéaire de devenir le rendez-vous du « tout Paris » et de connaitre une expansion et un succès grandissants.
Le 14 août 1910, un train assurant la liaison Bordeaux - Royan et transportant environ 1 100 voyageurs, percute un train de marchandises garé à l'intersection de deux voies en gare de Saujon. L'accident fait 38 morts et 80 blessés.

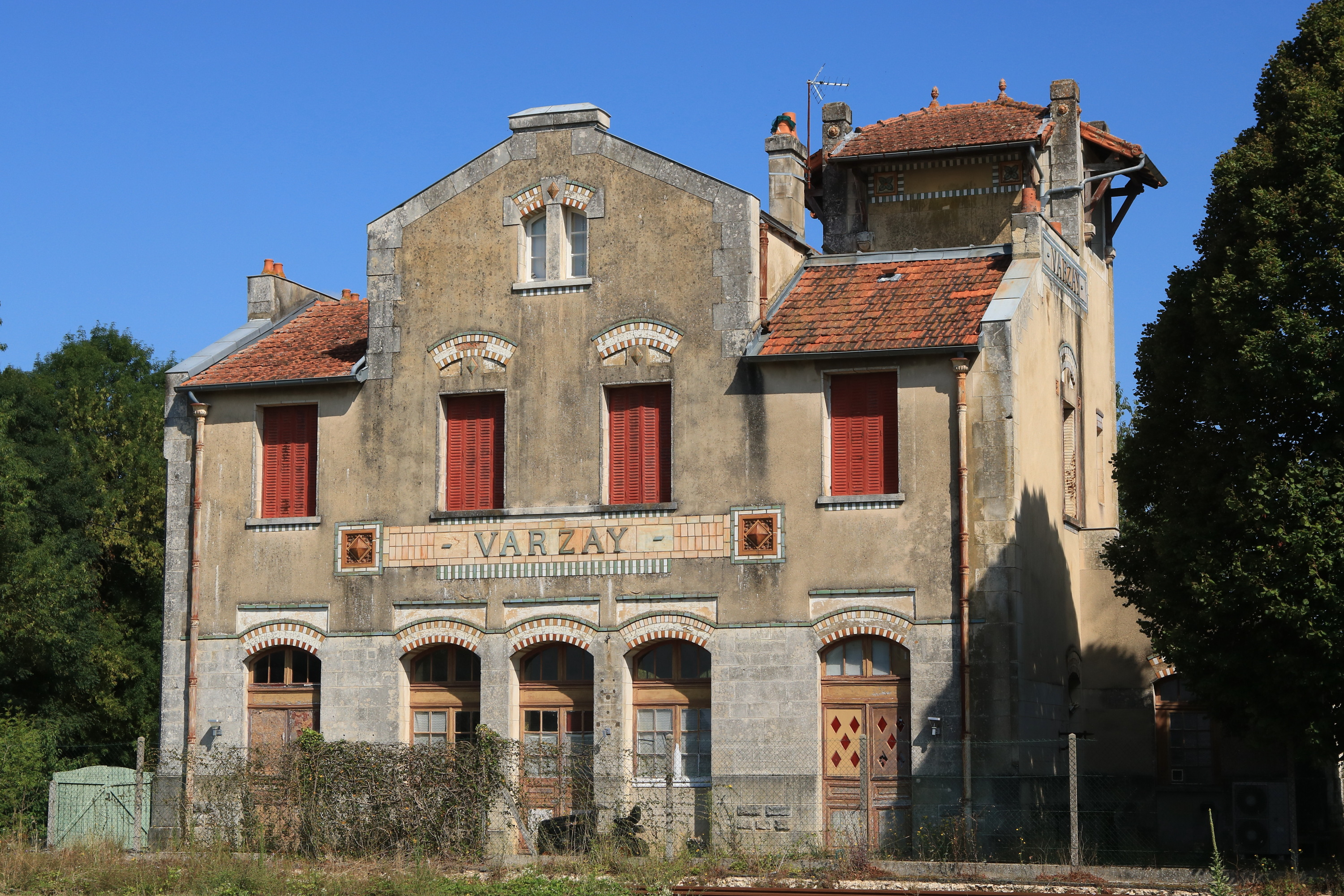
Ancien bâtiment voyageurs de la gare de Varzay, avec une architecture caractéristique de la ligne.

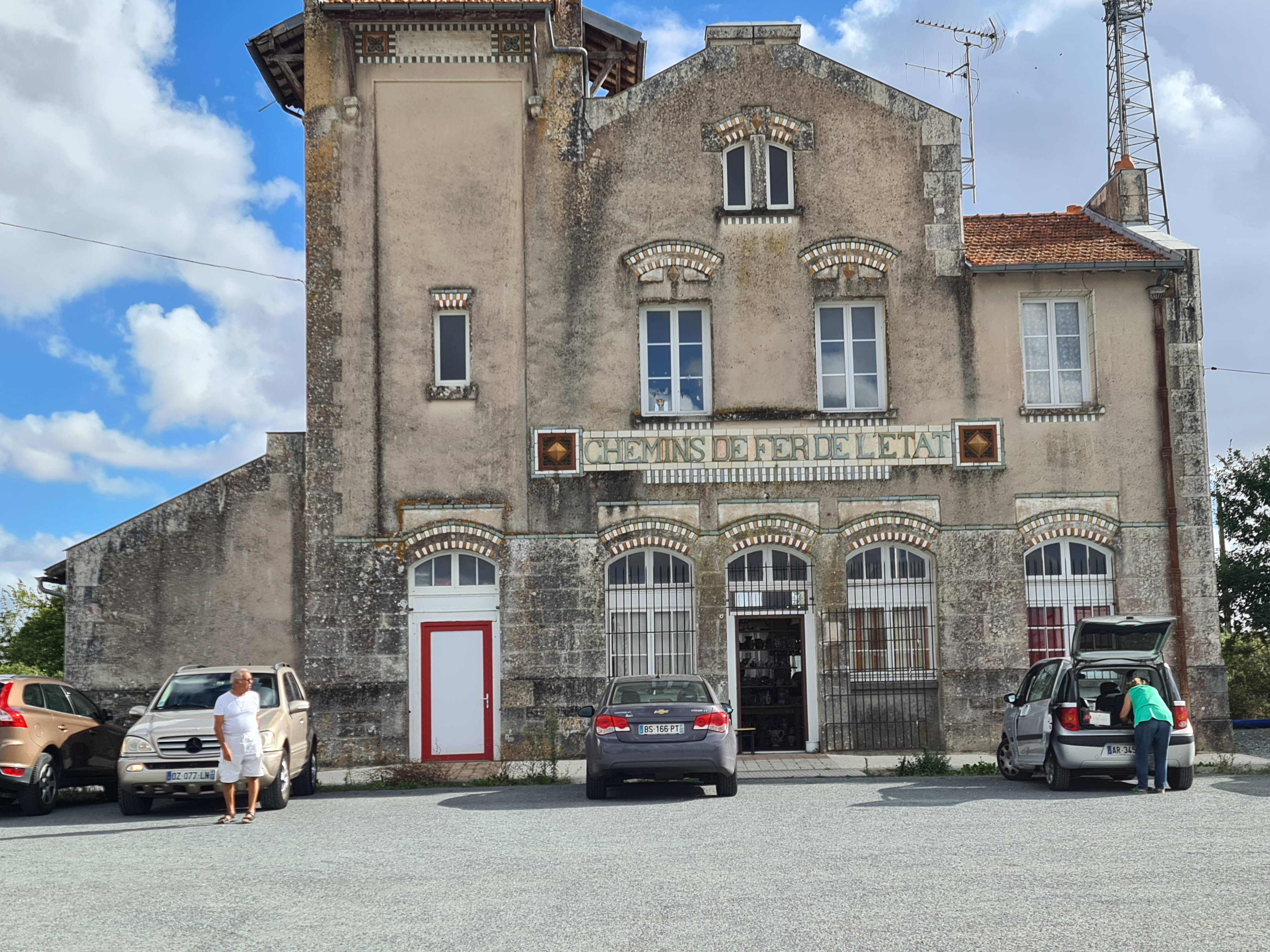
Ancienne gare de St-Romain-de-Benet avec l'enseigne des chemins de fer de l'état

Le réseau de l'État décide de construire une ligne directe entre Saintes et Royan, grâce à un embranchement à Saujon.
Le tronçon de Saintes à Saujon, partie d'un itinéraire de Saint-Jean-d'Angély à Saujon est déclaré d'utilité publique par une loi le 1er avril 1901. L'ouverture de cette ligne, en double voie, a lieu le 1er juillet 1912.
La crise économique de l'entre-deux-guerres a pour conséquence la fermeture au trafic voyageurs de la ligne reliant Pons, Saujon et La Tremblade, le 15 mai 1939. Seul subsiste alors un trafic de fret sur cette ligne.
Le trafic fret finit lui aussi par s'éteindre progressivement sur ce tronçon, tout d'abord entre Pons et Gémozac le 26 septembre 1976, la ligne est d'ailleurs déferrée par la suite, puis entre La Tremblade et Saujon, le 1er juin 1980, à cause de la concurrence du transport routier ostréicole. Un faible trafic de fret subsiste encore entre Saujon et Gémozac.
Après la remise en état de la ligne au lendemain de la seconde Guerre mondiale, la desserte voyageurs Royan - Saintes peine à retrouver son attractivité d'antan. La ligne est alors mise en voie unique dans les années 1950 avec croisements possibles dans les gares de Saujon et Pisany. Des dessertes directes vers Lyon ou la desserte quotidienne sans correspondance avec la capitale s'arrêteront. La construction de l'autoroute A 10 accentue ce déclin malgré le maintien de trains directs vers Paris-Austerlitz en haute saison.
Le renouveau de la ligne vient de l'arrivée du TGV à Angoulême en 1990 puis à Niort en 1993. Les temps de parcours entre Royan et Paris sont alors ramenés à 3h45, rendant plus attractive cette ligne. La mise en service de nouveaux matériels roulants diesel (X 73500 puis B 81500 ou B 82500 et enfin Régiolis) achetés par la région Poitou-Charentes (autorité organisatrice des TER circulant sur la ligne jusqu'en 2016), et la rénovation des gares de Royan et Saujon, accompagnent ce renouveau.
À l'opposé, la liaison par voitures directes de type Corail Intercités remorquées par locomotives BB 67000 entre Angoulème et Royan, Paris-Austerlitz - Royan via Angoulême et Saintes est supprimée en 2009[réf. nécessaire] pour  la liaison de nuit, puis en 2014 pour ce qui est de la liaison estivale de jour.

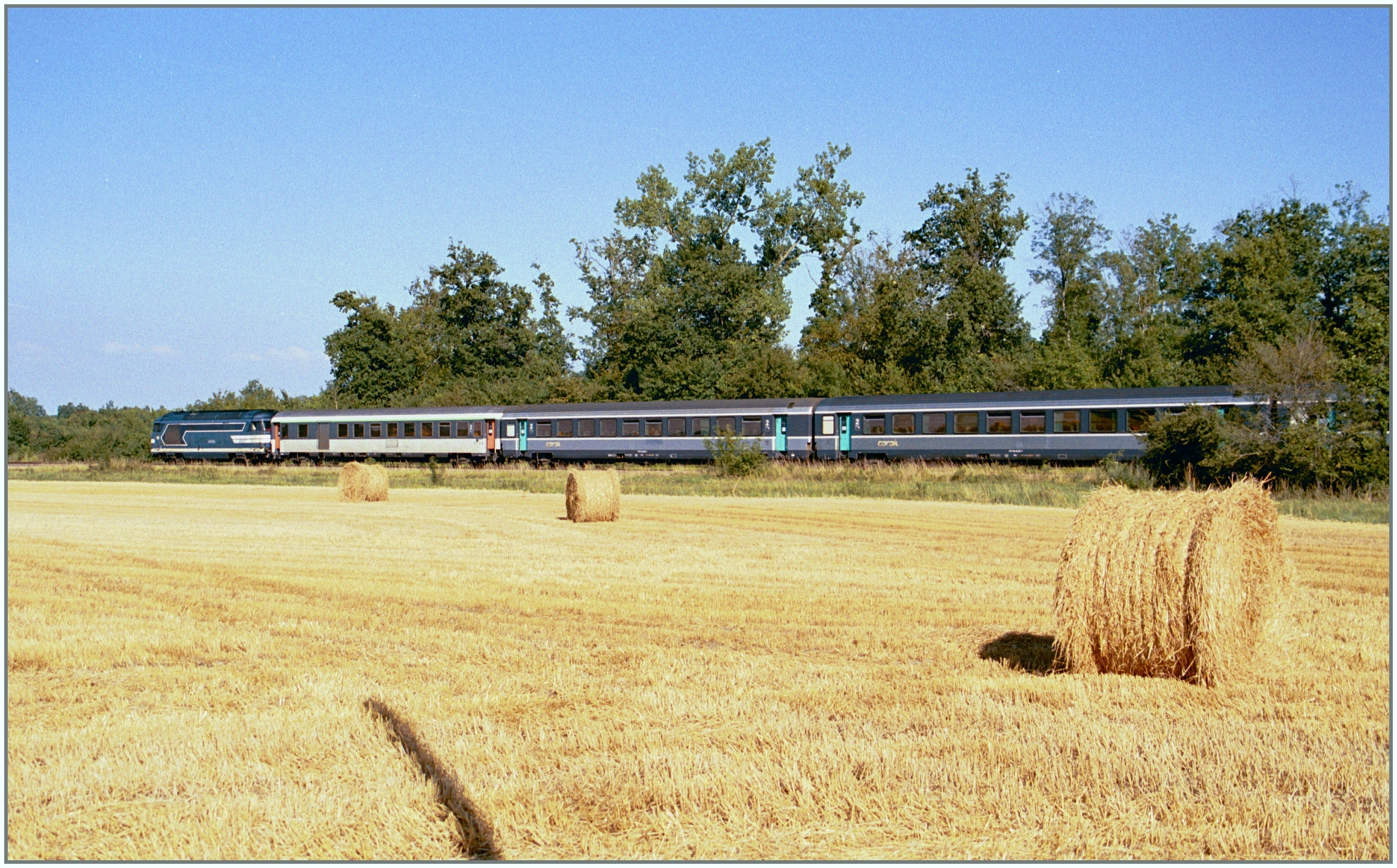
Le train direct Paris Royan remorqué par une locomotive BB 67000 vient de quitter Saujon et se dirige vers son terminus Royan. Juillet 2003

Des opérations de modernisation de la voie entre Saintes et Royan sont programmées et ont été réalisées du 6 novembre 2017 au 6 avril 2018 pour un montant de 34,9 millions d’euros,. Cette opération lourde, qui a nécessité la fermeture temporaire de la ligne, inclut le renouvellement du ballast et doit permettre d'anticiper un relèvement de la vitesse à 140 km/h,.

## Trafic voyageurs
Des TER Nouvelle-Aquitaine, plus nombreux l'été, permettent des correspondances TGV à Niort ou Angoulême via Saintes, en direction de Paris.
Le meilleur temps de parcours est inférieur à quatre heures entre Paris et Royan.
Néanmoins, les correspondances n'étant pas toujours parfaites, cela engendre un temps de parcours oscillant entre 4h15 et 5 heures.

## Trafic fret

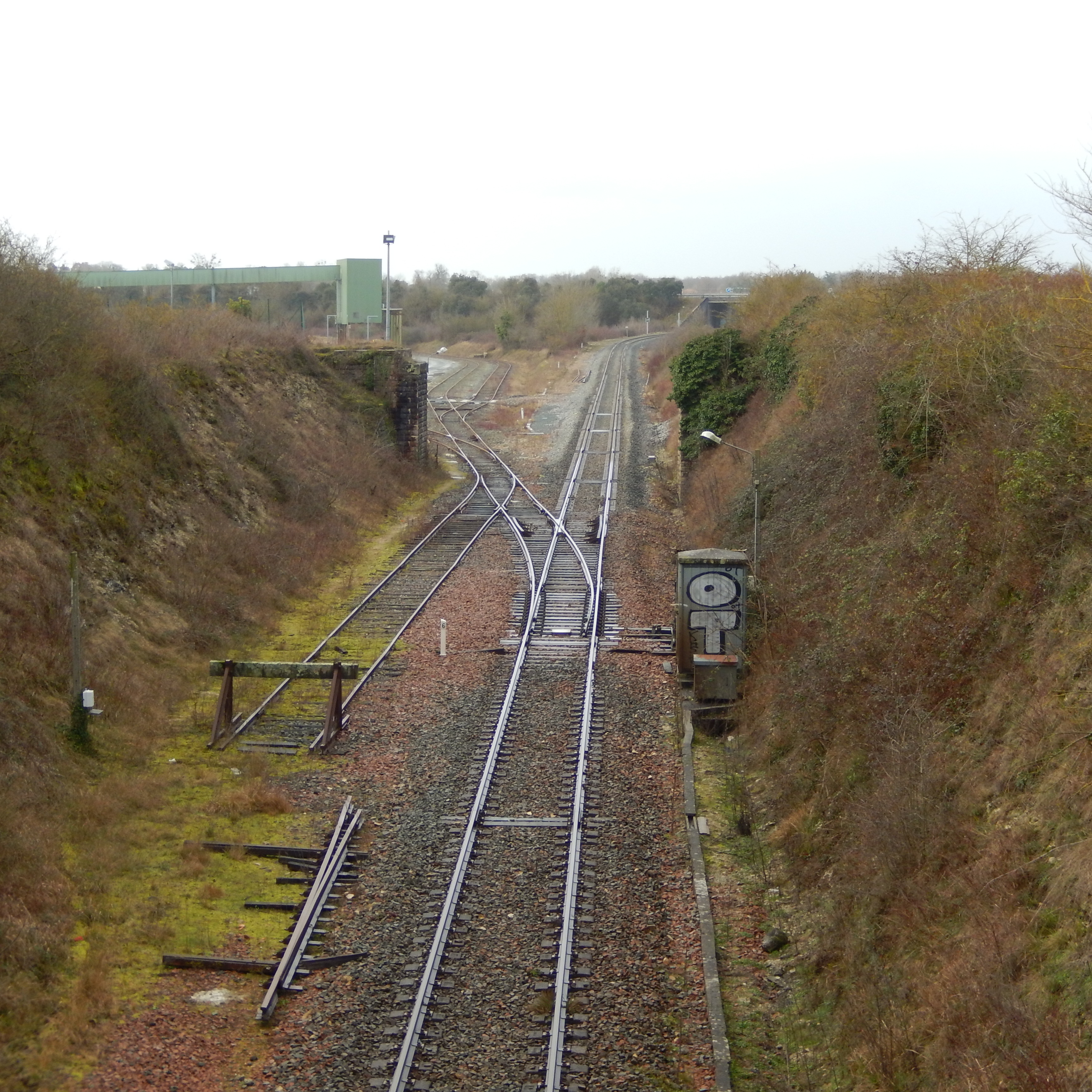
La ligne à voie unique de Saintes à Royan, à hauteur du petit embranchement desservant un silo à grains à Saintes.

Devenu quasiment inexistant, un faible trafic fret est présent grâce à deux embranchements menant à des silos à grains:
- l'un est situé juste au Sud-Ouest de Saintes, entre les points kilométriques 4 et 5 ;
- l'autre, reliant Saujon à Gémozac, est hérité de l'ancienne ligne de Pons à Saujon.

## Chemin de fer touristique
L'embranchement entre Saujon et La Tremblade (ligne de Saujon à La Grève), suivant les coteaux de la Seudre et les marais ostréicoles, a été réaménagé en chemin de fer touristique à voie métrique. Le Train des Mouettes propose ainsi durant l'été des allers-retours pour ballades à petite vitesse.

## Projets
En 2008, un projet d'électrification des lignes Royan - Saintes - Angoulême et Royan - Saintes - Niort avait été envisagé, permettant de supprimer la rupture de traction des trains pour éventuellement développer une desserte directe de TGV Royan - Paris.